# Aviajet
Az Aviajet egy dublini székhelyű charter közvetítő volt. Habár nem légitársaság, a vállalat utazásszervezők számára biztosított járatokat. A járatokat McDonnell Douglas MD-83-asokkal teljesítették, amiken az Aviajet felirat volt látható. A vállalat repülőgépeit olyan légitársaságok bérelték mint a MAP Jet és a Spanair. Az Air Atlanta Icelandic régebben Airbus A310-eseket üzemeltetett az Aviajet nevében, az euroAtlantic Airways pedig ugyanezt tette csak egy Boeing 767-300-assal. 

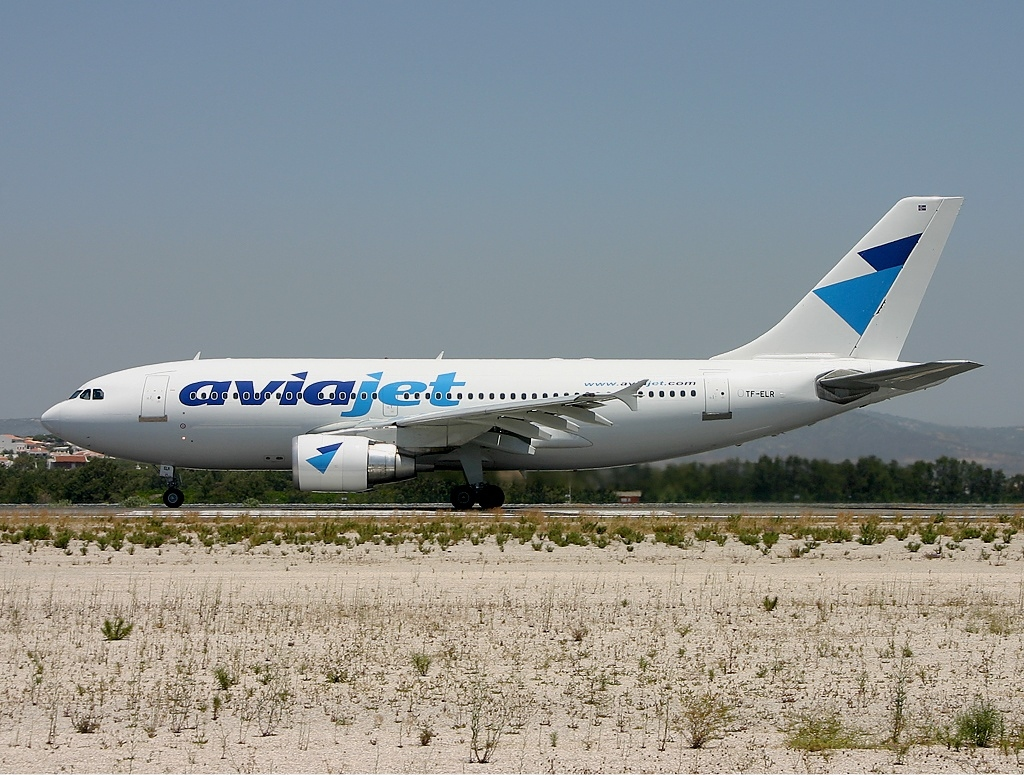
Egy Aviajet Airbus A310-300-as.

## Fordítás
Ez a szócikk részben vagy egészben  az   Aviajet című angol Wikipédia-szócikk ezen változatának fordításán alapul.  Az eredeti cikk szerkesztőit annak laptörténete sorolja fel. Ez a jelzés csupán a megfogalmazás eredetét és a szerzői jogokat jelzi, nem szolgál a cikkben szereplő információk forrásmegjelöléseként.